# Karim Soltani
Pour les articles homonymes, voir Soltani.
Karim Soltani (arabe : كريم  سلطاني) né le 29 août 1984 à Brest en France, est un joueur de football franco-algérien. Bien que né en France, Soltani est originaire du village de Berrich dans la wilaya d'Oum El Bouaghi en Algérie.

## Biographie
Soltani commence sa carrière de footballeur à l'âge de 11 ans dans un petit club (ASPTT Brest) à Brest. En 2000, à l'âge de 15 ans, il rejoint les juniors du club local du Stade brestois. Il ne reste avec le club que pendant deux ans, avant d'être repéré par les recruteurs du Havre AC.

### Passage au Havre
En 2002, alors âgé de 17 ans, Soltani signe un contrat de deux ans avec l'équipe junior du Havre AC. À la fin de son contrat, il a reçu une prolongation d'un an, et de jouer avec l'équipe première mais il a refusé cette proposition.

### Transfert aux Pays-Bas
À l'été 2005, Soltani signé avec VVV Venlo, qui joue alors en Eerste Divisie, la seconde division aux Pays-Bas. Durant sa première saison, il a fait 19 apparitions, en marquant 3 buts pour le club. Il améliore ses chiffres durant sa deuxième saison, avec 30 apparitions et 7 buts marqués, et menant le club à la promotion en Eredivisie. Dans la saison 2007-2008, Soltani marque 3 buts en 28 apparitions pour le club. Le 30 mars 2008, Soltani signale qu'il va quitter VVV Venlo à la fin de son contrat et rentrer en France pour se rapprocher de sa famille.

### Signature à La Haye
Toutefois, il a décidé de rester aux Pays-Bas et rejoint ADO Den Haag au début de la saison 2008-2009.

## Carrière Internationale
Né en France, Soltani peut également représenter l'Algérie dans les compétitions internationales, il a donc exprimé son souhait de jouer pour l'Algérie. Selon El Watan, l'entraîneur algérien Rabah Saadane a gardé œil sur Soltani pour la Coupe d'Afrique des nations de football 2010.

## Statistiques en club
| Club           | Saison         | Championnat | Championnat | Coupe | Coupe | International | International | Total | Total |
| Club           | Saison         | App         | Buts        | App   | Buts  | App           | Buts          | App   | Buts  |
| -------------- | -------------- | ----------- | ----------- | ----- | ----- | ------------- | ------------- | ----- | ----- |
| VVV Venlo      | D2 2005-06     | 19          | 3           | 0     | 0     | -             | -             | 19    | 3     |
| VVV Venlo      | D2 2006-07     | 30          | 7           | 0     | 0     | -             | -             | 30    | 7     |
| VVV Venlo      | D1 2007-08     | 28          | 3           | 4     | 0     | -             | -             | 32    | 3     |
| VVV Venlo      | Sous-Total     | 77          | 13          | 4     | 0     | -             | -             | 81    | 13    |
| ADO La Haye    | 2008-09        | 27          | 6           | 2     | 0     | -             | -             | 29    | 6     |
| ADO La Haye    | 2009-10        | 29          | 4           | 1     | 0     | -             | -             | 30    | 4     |
| ADO La Haye    | Sous-Total     | 56          | 10          | 3     | 0     | -             | -             | 59    | 10    |
| Total Carrière | Total Carrière | 132         | 23          | 7     | 0     | -             | -             | 139   | 23    |

## Palmarès
- Championnat d'Algérie : 2013